# Apodasya kenyensis
Apodasya kenyensis är en skalbaggsart som beskrevs av Stefan von Breuning 1966. Apodasya kenyensis ingår i släktet Apodasya och familjen långhorningar.
Artens utbredningsområde är Kenya. Inga underarter finns listade i Catalogue of Life.